# Бертон, Фрэнк (футболист, 1865)
Фрэнк Э́рнест Бе́ртон (англ. Frank Ernest Burton; 18 марта 1865 — 10 февраля 1948) — английский футболист, нападающий. Выступал за футбольный клуб «Ноттингем Форест», а также за национальную сборную Англии.

## Биография
Родился в Ноттингеме в семье торговца продовольственными товарами. После окончания школы в октябре 1887 года играл за клуб «Ноттс Каунти», однако всю свою профессиональную футбольную карьеру провёл в «Ноттингем Форест». Выступал за команду до ноября 1891 года.
2 марта 1889 года Бертон провёл свой единственный матч за национальную сборную Англии, выйдя на позиции правого инсайда в игре Домашнего чемпионата против сборной Ирландии на стадионе «Энфилд»; англичане одержали в той игре победу со счётом 6:1.
Помимо футбола увлекался теннисом и выступал за теннисную команду графства Ноттингемшир.
Был менеджером, управляющим директором и председателем компании Joseph Burton & Sons Ltd. — сети продуктовых магазинов, основанной его отцом и работавшей в Восточном Мидленде. Также Фрэнк был экспертом по монетам и медалям, в частности англосаксонским и нормандским из монетного двора Ноттингема. Он был членом Лондонского общества антикваров и членом Королевского нумизматического общества. Он также был коллекционером реликвий Байрона и старинной мебели.
В 1910 году он был назначен мировым судьёй, а в 1938 году — верховным шерифом Ноттингема.